# Ana Frígola Cánoves
Ana Frígola Canoves (Piles, 2 de noviembre de 1954) es una doctora en farmacia española, catedrática en farmacia en la Universidad de Valencia.

## Vida profesional
Ana realizó sus estudios primarios en el colegio de Escolapias de Gandía y desde el año 1965 hasta 1972 continuó con sus estudios de bachillerato y COU en el instituto de la misma población. En el año 1972 ingresa en la Universidad de Granada y comienza sus estudios en Licenciatura en Farmacia, orientación en la rama de bioquímica. Acaba sus estudios en el año 1977 y obtiene una beca FPU (Formación Personal Universitario),  durante 3 años. Después lee la tesis doctoral y obtiene la plaza en febrero de 1987 a profesor titular de la Universidad de Valencia. Está acreditada a cátedra desde el año 2012  para cuatro años.
En el año 2016 fue nombrada catedrática de Universidad, al ganar el concurso a la plaza n.º 6531 al Cuerpo de Catedrática de Universidad convocado por Resolución de la Universidad de Valencia de 5 de julio de 2016 («BOE» de 18 de julio de 2016).
Ha sido directora de tesis doctorales y ha publicado artículos en revistas especializadas, también ha contribuido en la publicación de libros científicos, como:
- DIETOTERAPIA I. Junto a Esteve Más, María José y Martínez Martínez, María Isabel.Alfa Delta Digital.Páginas 162. ISBN 978-84-9858-033-4. EAN 9788498580334. Fecha publicación 25-06-2007.[6]

- MALNUTRICIÓN Y TRASTORNOS ASOCIADOS. Junto a Esteve Más, María José y Martínez Martínez, María Isabel. Alfa Delta Digital.Páginas 116. ISBN 978-84-9858-483-7. EAN 9788498584837.[7]

Colabora en  muchos proyectos de investigación financiados por el ministerio y por la Generalidad Valenciana solicitados  en convocatoria pública y en empresas privadas. 
Ahora está aplicando el estudio de compuestos bioactivos en bebidas a base de frutas procesadas por tecnologías no térmicas como son pulsos eléctricos de alto voltaje, descargas eléctricas, altas presiones y ultrasonidos.
Otra línea de sus investigaciones es del valor nutricional de platos, menús, etc., para el rescate de la dieta mediterránea.

## Premios y reconocimientos
Ana Frígola tiene una  H: 22.  Dentro de los proyectos de las empresas privadas, tiene un premio en la estrategia NAOS. Además le han otorgado un premio CRUE (unión de rectores de España) por la innovación en tecnología alimentaria de la  red OTRI de  universidades.